# Phytomyza ilicicola
Phytomyza ilicicola (лат.) — вид двукрылых из семейства минирующих мух.

## Описание
Длина крыльев 1,7-2,1 мм. Голова сероватая, усики от тёмно-коричневой до чёрной окраски. Имеется четыре фронто-орбитальные щетинки, передняя из них меньше остальных. Грудь тёмно-коричневая со слегка переливающимся серым налётом. На среднеспинке имеются 4 пары дорсоцентральных щетинок и 4-6 рядов акростихальных щетинок. Ноги коричневые, светлеющие к вершине. От других восточно-американских видов минирующих мух, развивающихся на падубах уверенно можно отличить по строению гениталий самцов. Вершинная часть эдеагуса (дистифаллус) изогнут дорсально полностью разделён на две тёмные трубочки, склеротизированные парные пластинки гипофаллуса относительно длинные и изогнутые. Для этих видов имеются данные о последовательности митохондриальной ДНК, поэтому для подтверждения морфологической по внешним признакам следует использовать молекулярные данные.

## Биология

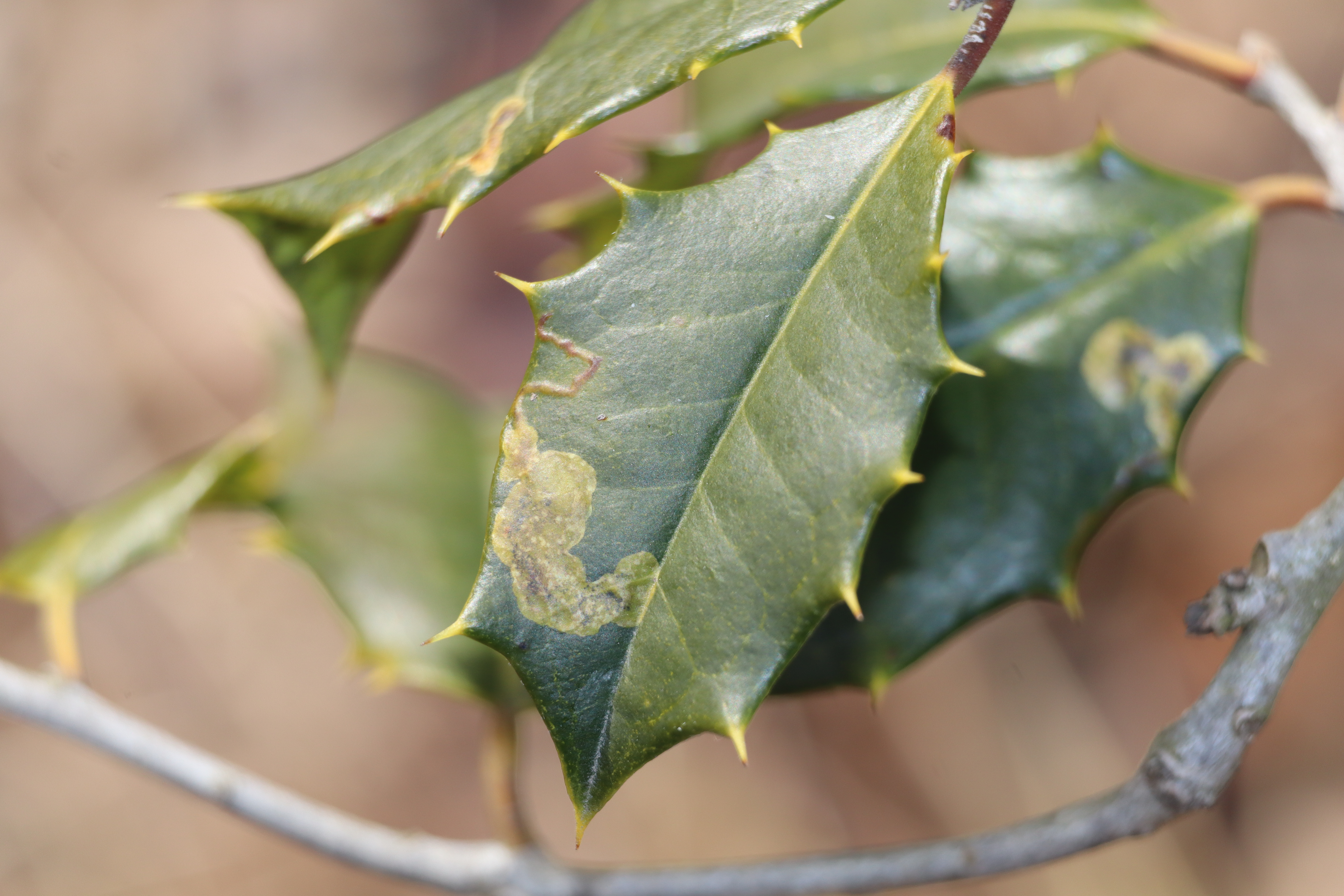
Мины на падубе тусклом

Личинки образуют линейно-пятнистые мины, преимущественно на падубе тусклом (Ilex opaca), реже на падубе остролистом (Ilex aquifolium). Проколы, сделанные самкой яйцекладом во время питания и откладки яиц на молодых листьях весной, приводят к тому, что листья деформируются. При сильном заражении растения часто сбрасывают минированные листья. Окукливание происходит внутри мины, при этом передние дыхальца видны на верхней поверхности листа. В течение года развивается одно поколение. В личинках паразитируют наездники-бракониды Opius striativentris, а в куколках птеромалиды Sphegigaster.

## Распространение
Встречается на востоке США.